# Renocila bijui
Renocila bijui — вид рівноногих ракоподібних родини Cymothoidae. Описаний у 2020 році. Виявлений на коралових рифах Андаманських островів. Ектопаразит. Живиться кров'ю риби Acanthurus triostegus (родина Acanthuridae).